# Peter Gabriel III
Peter Gabriel es el tercer álbum homónimo y de estudio del cantautor británico Peter Gabriel. Fue lanzado en mayo de 1980 y fue producido por Steve Lillywhite. Es considerado por algunos críticos como el mejor álbum del artista.
El álbum es conocido comúnmente como Peter Gabriel III en el Reino Unido, mientras que en los Estados Unidos es conocido como Melt (Derretir) o Peter Gabriel 3ː Melt en referencia a su cubierta, en donde sale una foto de Gabriel retocada. En este disco toca la batería en varias canciones, el excompañero de la banda Genesis, Phil Collins.
El álbum ha sido reconocido como un suceso artístico que posicionó a Gabriel como uno de los más innovadores y ambiciosos músicos de ese momento. Asimismo, Gabriel comienza a mostrar su compromiso político con la canción antibélica "Games without frontier", que llegó al Top 5 en el Reino Unido y la canción "Biko", que es un homenaje al activista sudafricano por los derechos humanos Stephen Biko.
En 2020 el álbum fue ubicado en el puesto 68 de la lista de los 80 mejores álbumes de 1980, elaborada por la revista Rolling Stone.

## Contexto
El excompañero de banda de Gabriel, Phil Collins, quien lo sucedió como vocalista principal de Genesis, tocó la batería en varias de las pistas del álbum. "Intruder" ha sido citado como la primera vez que se hizo uso del sonido de "tambor cerrado" de Collins. Este efecto, creado por Steve Lillywhite, Collins y Hugh Padgham, [11] apareció en las grabaciones de Collins y Genesis a lo largo de la década de 1980. El sonido distintivo fue identificado a través de experimentos de Lillywhite, Collins y Padgham, en respuesta a la solicitud de Gabriel de que Collins y Jerry Marotta no usaran platillos en las sesiones del álbum.
"Los artistas que reciben total libertad mueren de una manera horrible", le explicó Gabriel a Mark Blake. "Entonces, cuando les dices lo que no pueden hacer, se vuelven creativos y dicen: 'Oh, sí, puedo', por eso prohibí los platillos. Phil fue genial al respecto. [Marotta] se opuso y le tomó un tiempo mientras lo asimilaba. Es como ser diestro y tener que aprender a escribir con la izquierda ". [12] En una entrevista para Genesis: The Sum Of The Parts, Collins confirmó que estaba dispuesto a aceptar la solicitud, pero admitió haberle preguntado a Peter lo que se suponía que debía hacer con la otra mano.
El sonido de Gabriel, Padgham, Collins y Lillywhite fue significativo e influyente siendo reconocido posteriormente. Public Image Ltd, lo citó como una influencia en el sonido de su álbum The Flowers of Romance, [13] cuyo ingeniero, Nick Launay, fue a su vez contratado por Collins para ayudar con su debut en solitario, Face Value. [13] Paul Weller, que estaba grabando con su banda The Jam en un estudio cercano, contribuyó con la guitarra en "And Through the Wire". Gabriel creía que el intenso estilo de guitarra de Weller era ideal para la pista.
El álbum, producido por Gabriel y Lillywhite, fue el primer y único lanzamiento de Gabriel para Mercury Records en los Estados Unidos, luego de ser rechazado por Atlantic Records, quien manejó la distribución en Estados Unidos de los dos primeros álbumes en solitario de Gabriel y sus dos últimos álbumes con Genesis. Al escuchar mezclas de cintas de sesión a principios de 1980, el ejecutivo de Atlantic A&R, John Kalodner, consideró que el álbum no era lo suficientemente comercial para su lanzamiento y recomendó a Atlantic eliminar a Gabriel de su lista.
"Atlantic Records no quería publicarlo en absoluto", le dijo Gabriel a Mark Blake. "Ahmet Ertegun dijo: '¿Qué le importa a la gente en Estados Unidos este tipo en Sudáfrica?' y "¿Ha estado Peter en un hospital psiquiátrico?" porque había una pista muy extraña llamada 'Lead a Normal Life'. Pensaron que había tenido un colapso y grabado una mierda ... Pensé que realmente me había encontrado en ese disco, y luego alguien simplemente lo aplasta . Pasé por algunos problemas primordiales de rechazo ". [12]
Para cuando Mercury lanzó el álbum varios meses después, Kalodner, que ahora trabaja para el recién formado sello Geffen Records y se ha dado cuenta de su error, arregló que Geffen buscara a Gabriel como uno de sus primeros fichajes como artista. [14] Geffen (en ese momento distribuido por el sello hermano de Atlantic Warner Bros. Records) reeditó el álbum en 1983, después de que los derechos de Mercury caducasen, y lo comercializó en los Estados Unidos hasta 2010, cuando el catálogo de Gabriel fue reeditado independientemente por Real World Records. Casualmente, Mercury es ahora un sello hermano de Geffen después de que PolyGram, padre de Mercury, se fusionara con Universal Music Group, padre de Geffen, en 1999.
"I Don't Remember" se realizó en la gira de 1978 de Gabriel para su segundo álbum. [15] Una versión de estudio anterior iba a ser la cara A del primer sencillo de 7 "lanzado antes del álbum por Charisma en Europa y Japón, pero un ejecutivo de Charisma pensó que los solos de guitarra de Robert Fripp no eran aptos para la radio. Esta versión anterior terminó como la cara B del sencillo "Games Without Frontiers" en esos territorios. Se incluyó en la composición de caras B y rarezas, Flotsam And Jetsam, lanzada en 2019. La versión del álbum de esta canción apareció como A- lado de un sencillo de 12 "en los Estados Unidos y Canadá.
Gabriel resumió en broma los temas del álbum como "La historia de una mente decadente". Añadió: "Definitivamente el estado de ánimo era un área de interés en el momento de escribirlo, pero nunca me propuse realmente un concepto. Eran simplemente canciones diferentes, que quizás encajaban en un sesgo particular". De "Sin autocontrol", dijo: "Eso es algo que he observado en mí y en otras personas ... En un estado de depresión, hay que encender la radio, o encender la televisión, ir a la nevera y comer y dormir es difícil ". [16]

### Grabación
El álbum fue grabado entre los estudios Townhouse de Londres y la casa de Gabriel, Ashcome, en Bath, Somerset, Reino Unido. En el álbum contribuyeron Kate Bush, Paul Weller, Phil Collins y David Rhodes.

## Contenido

### Portada
La cubierta del álbum fue diseñada por el artista Storm Thorgerson para el grupo Hipgnosis. La foto fue tomada con una cámara instantánea Polaroid SX-70. Thorgerson retocó la foto de tal forma que pareciera que el rostro de Gabriel se estuviera derritiendo, de ahí el nombre alternativo que recibió el álbumː Peter Gabriel III, Melt o simplemente Melt, que significa en inglés derretir.

### Canciones
El álbum inicia con Intruder, tema interpretado por el baterista y excompañero suyo en Genesis, Phil Collins en la batería. La canción ha sido citada como la primera en la que Collins utiliza el efecto de sonido conocido como "Gattered drum", creado por Steve Lillywhite, Collins y Hugh Padgham. El efecto se hizo arquetípico de la década de los 80 con el paso de los meses.
El último tema fue el sencillo Biko, la primera canción de tinte político del artista. Gabriel afirmó que dudó en un principio sobre escribirla, pero que el resultado lo llenó de mucha satisfacción y orgullo personal. Como su nombre lo indica, la canción está inspirada en el activista sudafricano contra el apartheid Steve Biko, quien falleció luego de su captura y tortura por parte de la policía de Pretoria. El gobierno sudafricano archivo el caso, por lo que se convirtió en un caso de corrupción y racismo nacional. El escándalo creció tanto que salió de las fronteras del país.

## Lista de canciones
Todas las canciones compuestas por Peter Gabriel

| N.º | Título                    | Duración |  |
| 1.  | «Intruder»                | 4:54     |  |
| 2.  | «No Self Control»         | 3:55     |  |
| 3.  | «Start»                   | 1:21     |  |
| 4.  | «I Don't Remember»        | 4:42     |  |
| 5.  | «Family Snapshot»         | 4:28     |  |
| 6.  | «And Through the Wire»    | 5:00     |  |
| 7.  | «Games Without Frontiers» | 4:06     |  |
| 8.  | «Not One of Us»           | 5:22     |  |
| 9.  | «Lead a Normal Life»      | 4:14     |  |
| 10. | «Biko»                    | 7:32     |  |

## Personal
- Peter Gabriel – vocalista (excepto 3); coros (1, 5, 8); piano (1, 4, 5, 6, 8, 9, 10); sintetizador (3, 4, 7, 8); batería (10); silbído (7)
- Kate Bush – coros (2, 7)
- Dave Gregory – guitarra (4, 5)
- Robert Fripp – guitarra (2, 4, 8)
- David Rhodes – guitarra (1, 2, 4, 5, 7, 8, 9, 10), backing vocals (1, 4, 8)
- Paul Weller – guitarra (6)
- Larry Fast – sintetizador (1, 2, 3, 7, 10), processing (2, 4, 8), bagpipes (10)
- John Giblin – bajo (2, 5, 6, 7, 8)
- Tony Levin – Chapman Stick (4)
- Jerry Marotta – batería (4, 5, 7, 8, 9, 10), percusión (7, 8)
- Phil Collins – batería (1, 2, 6); drum pattern (1); snare (5); surdo (10)
- Dick Morrissey – saxophone (3, 5, 9)
- Morris Pert – percusión (1, 2, 9)
- Dave Ferguson – screeches (10)
- Steve Lillywhite – productor; silbído (7)
- Hugh Padgham - ingeniero; silbído (7)

## Crítica
Stephen Thomas Erlewine de Almusic le dio 5 estrellas, Dave Marsh de la Rolling Stone Magazine le dio un puntaje de 4

## Legado
Peter Gabriel (III) es considerado por muchos como el mejor álbum del artista, según lo informa Stephen Thomas Erlewine de AllMusic, incluso por encima de su aclamadísimo So de 1986.
Es catalogado como una evolución importante en el sonido del artista, considerado como el más innovador y arriesgadamente interesante de su carrera. Así mismo la inclusión de un tema político como Biko, representó ser un componente decisivo en la evolución del artista.
Fue incluido en el libro los 1001 disco que hay que oír antes de morir, en el cual ha permanecido durante las 3 ediciones de la publicación. En el 2020 el álbum fue incluido también en la lista de los 80 mejores discos del año 1980, lista creada por la revista Rolling Stone para conmemorar los 40 años de publicación de varios discos icónicos de ése año. Peter Gabriel ocupa el puesto 68 en esa lista.